# Уцзян (приток Янцзы)
Уцзя́н (кит. упр. 乌江, пиньинь Wūjiāng, буквально: «чёрная река»), в нижнем течении Цяньцзян — крупнейший южный приток реки Янцзы.
Длина — 1018 км, площадь бассейна — 88 200 км².

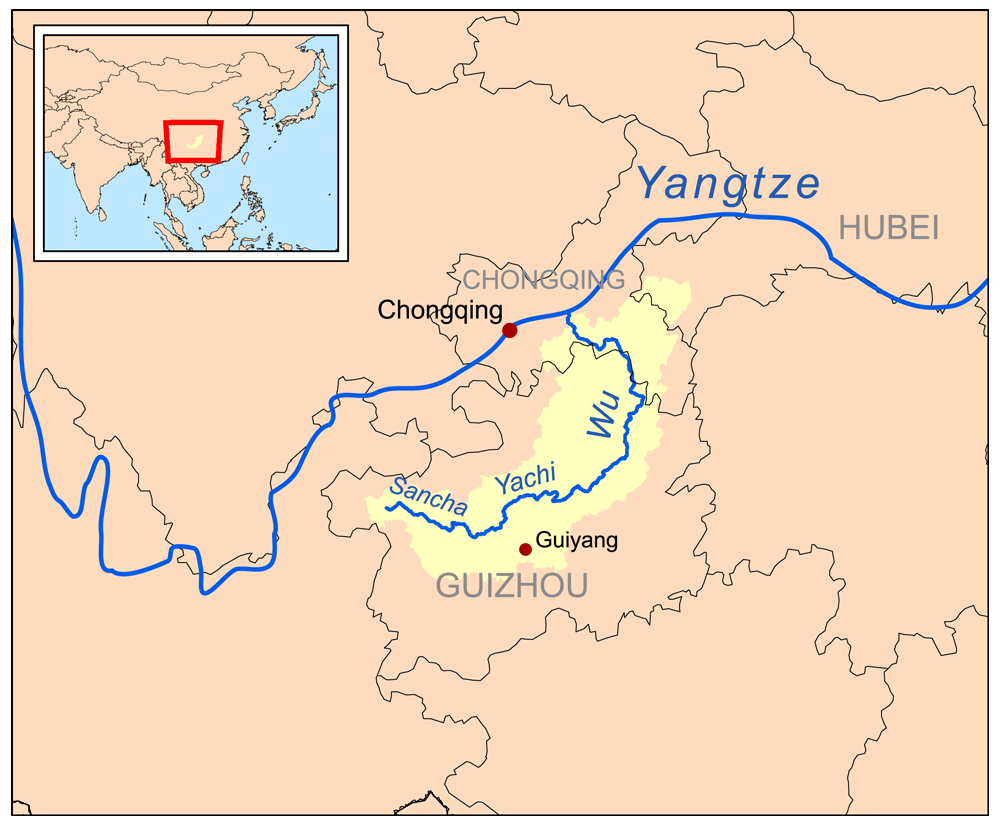
Бассейн Уцзяна

Согласно одной трактовке, река берёт начало из слияния рек Саньча (三岔河) и Лючжун (六冲河), согласно другой трактовке «Саньча» — это название реки Уцзян в верхнем течении. Исток реки Саньча находится на восточном склоне горы Умэншань (乌蒙山) в Вэйнин-И-Хуэй-Мяоском автономном уезде городского округа Бицзе провинции Гуйчжоу; исток реки Лючжун находится в Кэлэ-И-Мяоской автономной волости уезда Хэчжан того же городского округа Бицзе. На стыке границ уездов Цяньси и Чжицзинь городского округа Бицзе и городского уезда Цинчжэнь городского округа Гуйян текущие на восток реки сливаются в водохранилище Дунфэн, откуда Уцзян течёт дальше на восток под названием «Ячихэ» (鸭池河).
После слияния с рекой Удухэ (乌渡河) река известна под названием «Люгуанхэ» (六广河), а после плотины Уцзянду (乌江渡水库) получает название «Уцзян». Весь участок до плотины Уцзянду считается верхним течением Уцзяна; от плотины Уцзянду до Яньхэ-Туцзя-Мяоского автономного уезда округа Тунжэнь провинции Гуйчжоу идёт среднее течение Уцзяна, и от Яньхэ до района Фулин города центрального подчинения Чунцин, где Уцзян впадает в Янцзы — нижнее. Нижние 40 км реки формируют ущелье У региона «Три ущелья».
Основные притоки: Маотяохэ (猫跳河), Циншуйхэ (清水河), Чжаохэ (濯河), Хундухэ (洪渡河), Апэнцзян (阿蓬江), Фужунцзян (芙蓉江).
В 1950-х годах местные власти начали амбициозный проект по улучшению судоходности реки, что резко улучшило навигацию в её нижнем течении. В начале XXI века на реке было сооружено много плотин, использующихся как для выработки электроэнергии, так и для целей мелиорации и борьбы с наводнениями.